# Oculina diffusa
Oculina diffusa is een rifkoralensoort uit de familie van de Oculinidae. De wetenschappelijke naam van de soort werd in 1816 voor het eerst geldig gepubliceerd door Jean-Baptiste de Lamarck.